# Vishva Hindu Parishad
Vishva Hindu Parishad (devanāgarī विश्व हिन्दु परिषद, trl. Viśva Hindū Pariṣad, VHP, ang. World Hindu Council, Światowy Komitet Hindusów, Światowa Organizacja Hindusów, Światowe Zgromadzenie Hindusów) – nacjonalistyczna organizacja hinduska założona 29 sierpnia 1964 przez Swami Chinmayananda jako odgałęzienie Rashtriya Swayamsevak Sangh. Symbolem organizacji jest figowiec bengalski zwany banianem.

## Historia
VHP powstał w oparciu o działaczy wykształconych przez Rashtriya Swayamsevak Sangh. Powoływał ją do istnienia Golwalkar wraz z wpływowymi guru i działaczami hinduistycznych organizacji religijnych. Jej pierwszym sekretarzem generalnym wybrany został działacz RSS Shivram Shankar Apte. Był inicjatorem ogólnoindyjskiej kampanii od 1983 roku, mającej na celu zwrot Meczetu Babara hindusom.
Aktualnym przewodniczącym VHP jest Acharya Giriraj Kishore. Współcześnie VHP przynależy do tzw. sangha pariwar (rodzina organizacji), wraz z RSS i BJP.

## Doktryna
- Ideologią wskazywaną przy zakładaniu ruchu była hindutwa (hinduskość). Hasłem VHP jest "धर्मो रक्षति रक्षितः Dharmo rakṣati rakṣitaḥ", co w wolnym tłumaczeniu znaczy "Opieka Dharmy jest naszą obroną" (In the protection of Dharma is our protection).
- Działa na rzecz ekumenizmu w tradycjach indyjskich, np. w celu włączenia w nurt hinduizmu sikhów.
- Propaguje Manusmryti i Arthaśastrę

## Struktura

### Ciała kierownicze
- Zarząd – stuosobowy
- Rada – pięćdziesięciojednoosobowa (w niej zasiadał Swami Chinmayananda)

### Organizacje wewnętrzne
- Bajrang Dal (Stowarzyszenie Hanumana)
- Durga Bahini (Armia Durgi)